# Hunter Schafer
Hunter Schafer (Trenton, 31 dicembre 1998) è un'attrice, supermodella e attivista statunitense.
Ha acquisito notorietà nel 2016 dopo aver preso parte a una causa contro il Public Facilities Privacy & Security Act della Carolina del Nord, un cosiddetto "disegno di legge sui bagni" che impediva alle persone transgender di utilizzare i bagni pubblici corrispondenti alla loro identità di genere. Per il suo attivismo, è stata inserita nella lista 21 under 21 di Teen Vogue nel 2017.
È considerata una delle modelle transgender più rivoluzionarie nel mondo della moda. In campo cinematografico è nota principalmente per il ruolo di Jules Vaughn nella serie televisiva della HBO, Euphoria (2019-2022) che le è valso il plauso della critica. Da allora ha recitato nei film Hunger Games: la ballata dell'usignolo e del serpente (2023) e Cuckoo (2024).

## Biografia
È nata il 31 dicembre 1998 a Trenton, in New Jersey, figlia di Katy e Mac Schafer, un pastore della chiesa presbiteriana. Si è trasferita assieme alla famiglia tra chiese e congregazioni nel New Jersey, in Arizona, e infine a Raleigh, nella Carolina del Nord. Ha tre fratelli minori: due sorelle e un fratello.

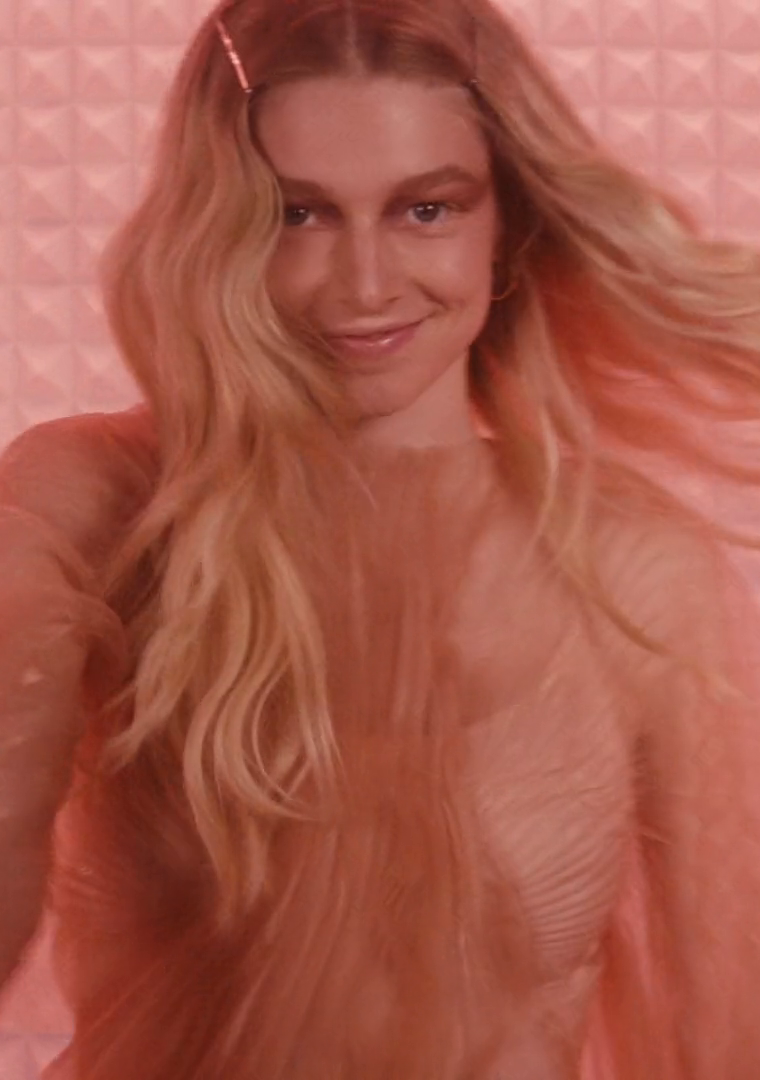
Hunter Schafer in un video per Shiseido nel 2021

Fin dalla prima infanzia, Hunter Schafer ha sviluppato competenze nelle arti visive, tra cui la pittura ad acquerello, che ha utilizzato per disegnare abiti. Le fonti di ispirazione per il suo stile visivo sono state Tim Burton e Skottie Young. Ha pubblicato acquerelli e fotografie sul suo account Instagram, che sono diventati popolari. I suoi modelli di abbigliamento, che spesso incorporavano messaggi di attivismo politico, sono stati pubblicati dall'HuffPost nel 2017. Ha contribuito con illustrazioni e fumetti a Rookie, oltre a saggi. Ha frequentato la Needham B. Broughton High School e si è trasferita alla North Carolina School of the Arts, dove si è diplomata nel programma di arti visive delle scuole superiori.
Mentre frequentava il liceo protestò contro il North Carolina Public Facilities Privacy & Security Act. Hunter Schafer ha fatto notizia per la prima volta nel 2016, quando è diventata il nome più giovane elencato come querelante nella causa dell'ACLU e Lambda Legal, Carcaño v. McCrory, contro il Public Facilities Privacy & Security Act. Il disegno di legge impediva alle persone transgender di usare il bagno corrispondente alla loro identità di genere, decidendo invece l'uso del bagno in base al sesso assegnato alla nascita. La causa ha portato all'abrogazione del disegno di legge. Mentre agiva come querelante, ha realizzato un film di protesta contro il disegno di legge, che è stato pubblicato dalla rivista online Rookie. Ha anche scritto sul disegno di legge in un saggio ampiamente condiviso per Teen Vogue nel luglio 2016. Per il suo attivismo, incluso quello contro la legge, Teen Vogue ha inserito Hunter Schafer nella lista 21 Under 21 del 2017 delle donne e delle pioniere Femme Under 21 e le ha concesso un'intervista con Hillary Clinton.
Durante il suo ultimo anno è stata semifinalista nel programma degli studiosi presidenziali degli Stati Uniti.  Ha iniziato a fare la modella poco dopo il liceo. Voleva usare il privilegio di "sembrare una modella" per decostruire le idee sull'identità di genere. Nel 2017, ha firmato con Elite Model Management dopo aver incontrato un loro agente su Instagram, quindi si è trasferita a Brooklyn per fare la modella a New York. Ha lavorato inizialmente con Dior e Marc Jacobs, tra gli altri marchi, ed entro la fine dell'anno aveva sfilato per Converse, Gucci, Helmut Lang e Versus di Versace. All'inizio del 2018, ha sfilato per nove case di moda, tra cui Marc Jacobs, Miu Miu e House of Holland. Ha debuttato alla New York Fashion Week e ha viaggiato all'estero per la prima volta per sfilare in Europa. Ha iniziato ad apparire su riviste di moda in tutto il mondo. La rivista Marie Claire ha scritto: "l'industria della moda ha accolto Schafer per il suo look etereo ma audace e la sua versatilità da ragazza cool". Ha anche lavorato come modella per molti altri marchi. Dopo il liceo, Schafer aveva in programma di frequentare la Central Saint Martins, un college d'arte a Londra, nel Regno Unito, dove è stata accettata, per studiare design di abbigliamento per persone non binarie. Voleva anche aprire uno studio e una galleria per artisti trans a New York, utilizzando i soldi della borsa di studio che aveva ricevuto da Teen Vogue per la sua lista 21 Under 21. Tuttavia, ha deciso di concentrarsi sulla recitazione, dopo aver ricevuto un ruolo nella serie HBO Euphoria.

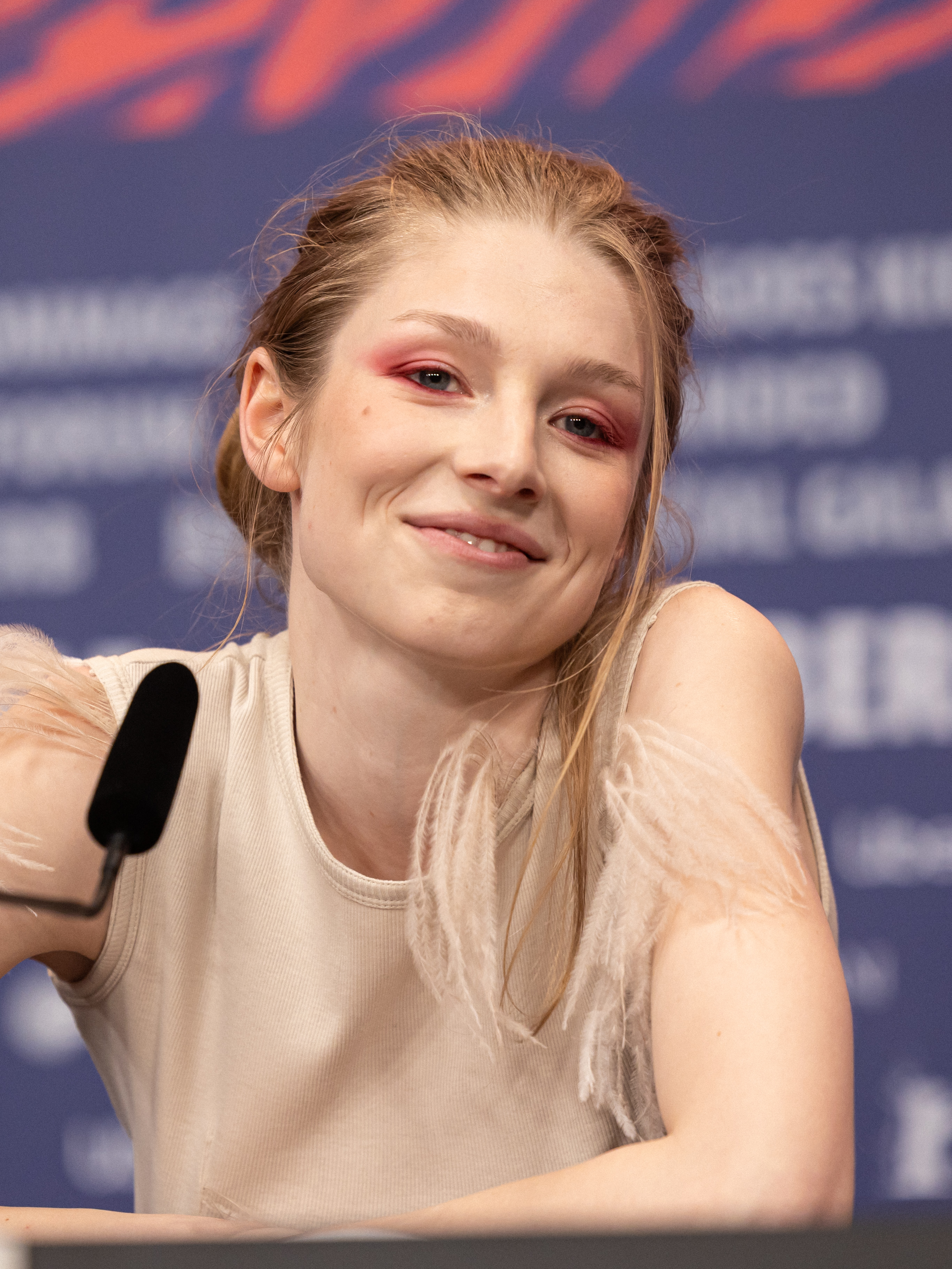
Hunter Schafer nel 2024 al Festival del Cinema di Berlino

Nel 2019, Hunter Schafer è stata scelta per interpretare Jules Vaughn, una studentessa transgender delle superiori, in Euphoria, al suo debutto come attrice. Si è unita alla serie dopo aver trovato un annuncio di casting per ragazze transgender su Instagram, che non richiedeva alcuna precedente esperienza di recitazione. Pochi giorni dopo, la sua agenzia di modelle le ha comunicato di aver ricevuto l'audizione. Ha fatto la sua ultima audizione a Los Angeles, ha girato lì l'episodio pilota della serie un mese dopo e si è trasferita a Los Angeles per girare la prima stagione. All'epoca, i personaggi televisivi trans erano rari (GLAAD ha scoperto che c'erano 17 personaggi trans in televisione nel 2017 e nel 2018), così come gli attori trans che li interpretavano. Ha collaborato con il creatore della serie, Sam Levinson, per assicurarsi che le esperienze trans di Jules fossero accurate. Jules è stata elogiata da Vulture per non essere stata vittima di violenza come la maggior parte delle donne trans sullo schermo. Si fa valere, piuttosto che essere una vittima passiva degli uomini che la circondano. Hunter Schafer ha collaborato anche con la costumista dello show, Heidi Bivens, per realizzare il guardaroba di Jules.
L'interpretazione di Schafer è stata ampiamente elogiata. La rivista Paper ha scritto che, essendo Euphoria il suo debutto come attrice, "sarà difficile per gli spettatori capirlo fin dall'inizio". Per il ruolo, ha ricevuto uno Shorty Award, un MTV Movie & TV Award e un Dorian Award. The Advocate ha scritto che era una delle tante attrici transgender non candidate ai Primetime Emmy Awards del 2020 che avrebbero dovuto esserlo. Nel 2020, Queerty l'ha inserita nella lista delle 50 persone queer che "guidano la nazione verso l'uguaglianza, l'accettazione e la dignità per tutte le persone". Nel 2021, hunter Schafer ha contribuire a scrivere un episodio di Euphoria, uscito tra la prima e la seconda stagione, intitolato Fuck Anyone Who's Not a Sea Blob. L'episodio, che vede Jules in terapia descrivere le sue esperienze di donna, è stato acclamato dalla critica.
Nel 2021, Time l'ha inserita nella sua lista Next dei 100 leader emergenti che stanno plasmando il futuro, con un tributo scritto dalla co-protagonista di Euphoria, Zendaya. Sempre nel 2021, Prada ha annunciato Hunter Schafer come nuova ambasciatrice della maison e, nel 2022, è diventata ambasciatrice globale del marchio Shiseido Makeup. Nel 2022, Hunter Schafer ha recitato nel doppiaggio in inglese del film d'animazione giapponese Belle. Ha debuttato alla regia realizzando il video musicale per la canzone Hornylovesickmess di Girl in Red. Hunter Schafer ha anche condiviso alcuni degli schizzi dello storyboard insieme alle rispettive scene finali del video. L'anno successivo ha diretto il video per la canzone Why Am I Alive Now? di Anohni and the Johnsons. Nel 2023 è diventata il nuovo volto del profumo Angel di Therry Mugler.
Hunter Schafer ha recitato nel prequel di Hunger Games del 2023, Hunger Games - La ballata dell'usignolo e del serpente. La sua interpretazione di Tigris Snow è stata elogiata come "eccellente" e "sottoutilizzata". Nel 2024, ha recitato nel film horror di Tilman Singer Cuckoo, dove interpreta un'adolescente americana che visita con riluttanza un remoto e inquietante resort in Germania con la sua famiglia. È stato il suo primo ruolo da protagonista in un lungometraggio e la sua interpretazione è stata definita "un'interpretazione centrale intensa ed emozionante". Sempre nel 2024, ha recitato in una scena del film antologico di Yorgos Lanthimos, Kinds of Kindness. Hunter Schafer ha continuato a lavorare come modella durante la sua carriera di attrice, apparendo per Alexander McQueen, Prada e Schiaparelli, tra le altre case di moda. Ha ruoli imminenti nel film Mother Mary di David Lowery, nel videogioco horror OD di Hideo Kojima e Jordan Peele e nella serie televisiva di fantascienza di Amazon Blade Runner 2099.

## Vita privata
Hunter Schafer ha avuto una breve relazione con la cantante spagnola Rosalía per circa cinque mesi nel 2019, che ha confermato dopo le speculazioni pubblicate da GQ nel 2024. Da febbraio 2022 a luglio 2023, ha avuto una relazione sentimentale con il cantante Dominic Fike, conosciuto sul set di Euphoria.
Hunter Schafer, che è una donna transgender, ha affermato di aver iniziato a esprimere la sua femminilità fin da bambina. In seconda media, ha fatto coming out con i suoi genitori come ragazzo gay (poiché le era stato assegnato il sesso maschile alla nascita); tuttavia, ha iniziato a sperimentare disforia di genere in seconda media. In terza media, ha fatto coming out come ragazza transgender e ha iniziato la transizione dopo che le è stata diagnosticata la disforia. Si era anche chiesta se avesse un'identità non binaria. 
In un'intervista, ha affermato che Internet l'ha aiutata a prendere consapevolezza della sua identità di genere, poiché si è rivolta a YouTube e ai social media per conoscere le tempistiche di transizione delle persone. Al primo anno delle scuole superiori ha deciso di iniziare il proprio percorso di transizione. Ha dichiarato: "Mi piace che le persone sappiano che non sono una ragazza cisgender, sono orgogliosa di essere una persona trans".

## Agenzie
- Elite Model Management – New York
- Oui Management – Parigi
- Why Not Model Management – Milano
- Premier Model Management – Londra

## Filmografia

### Attrice

#### Cinema
- Hunger Games - La ballata dell'usignolo e del serpente (The Hunger Games: The Ballad of Songbirds and Snakes), regia di Francis Lawrence (2023)
- Cuckoo, regia di Tilman Singer (2024)
- Kinds of Kindness, regia di Yorgos Lanthimos (2024)
- Mother Mary, regia di David Lowery (2025)

#### Televisione
- Euphoria – serie TV, 18 episodi (2019-2022)

### Doppiatrice

#### Cinema
- Belle, regia di Mamoru Hosoda (2021)

#### Videogiochi
- OD, regia di Hideo Kojima

### Regista

#### Videoclip
- Girl in red Hornylovesickmess (2022)
- Anohni and the Johnsons Why Am I Alive Now? (2023)

### Sceneggiatrice

#### Televisione
- Euphoria – serie TV, episodio speciale (2021)

## Riconoscimenti
- MTV Movie & TV Awards
  - 2022 – Candidatura per il miglior bacio per Euphoria (condiviso con Dominic Fike)[17]

## Doppiatrici italiane
Nelle versioni in italiano delle opere in cui ha recitato, Hunter Schafer è stata doppiata da:
- Martina Felli in Hunger Games - La ballata dell'usignolo e del serpente, Kinds of Kindness
- Joy Saltarelli in Euphoria